# Слике из живота једног идиота
Слике из живота једног идиота је први албум српске музичке групе Бабе. Објављен је 1993. године под окриљем издавачке куће ИТВ Меломаркет на аудио касети и компакт диск формату. На албуму се налази једанаест песама поп и рок жанра, а оне су снимане у студију Академија I-IV у Београду. Са албума су се највише истакле песме Ноћ без сна, Да те видим голу и Сланина.
Током снимања албума бенд је напустио Бојан Васић, а нови басиста постао је Дејан Шкопеља, бивши члан бенда У шкрипцу. У стварању албума учествовали су и Маргита Стефановић (ЕКВ), Видоја Божиновић, Del Arno Band и многи други.

## Песме
| Бр. | Назив песме        | Трајање |
| --- | ------------------ | ------- |
| 1.  | Слике из живота    | 04:04   |
| 2.  | Руска серија       | 04:01   |
| 3.  | Мирко и Марина     | 04:09   |
| 4.  | Пиксла од кристала | 05:17   |
| 5.  | Лили               | 04:45   |
| 6.  | Да те видим голу   | 05:11   |
| 7.  | Ноћ без сна        | 06:26   |
| 8.  | Волим андерграунд  | 02:22   |
| 9.  | Чешемо се          | 03:52   |
| 10. | Адио стрес         | 03:54   |
| 11. | Сланина            | 03:31   |

### Информације
- Аранжман: Бабе
- Пратећи вокали: Александар Бараћ, Бранислав Петровић, Дејан Петровић, Марија Михајловић, Мирослав Цветковић Цвеле, Ненад Неле Стаматовић и Владан Цветковић Цвек
- Бас: Бојан Васић и Дејан Шкопеља
- Гитара: Зоран Петровић
- Бубњеви, удараљке и пратећи вокали: Горан Чавајда
- Ексклузивни продуцент: Боба Орлић
- Гитара: Зоран Илић
- Микс албума: Мирослав Цветковић Цвеле
- Музика: Зоран Илић (песме 2, 4, 5 и 7) и Жика Миленковић (песме 1, 3, 8—11)
- Копродуцент, сниматељ: Дејан Шкопеља Шкопи
- Вокал, гитара и текст: Жика Миленковић